# 곤도 유스케 (1984년)
곤도 유스케(일본어: 近藤 祐介, 1984년 12월 5일 ~ )는 일본의 전 축구 선수이다.

## 구단 경력
과거 FC 도쿄, 비셀 고베, 콘사돌레 삿포로, 도치기 SC, 기라반츠 기타큐슈, AC 나가노 파르세이루, SC 사가미하라에서 활동하였다.